# 青木功 (厚生労働官僚)
青木 豊（あおき ゆたか）は、日本の労働官僚。厚生労働省政策統括官、厚生労働省職業安定局長を経て、海外職業訓練協会理事長。

## 人物・経歴
1972年東京大学法学部卒業、労働省入省。外務省在連合王国日本国大使館参事官を経て、1989年労働省職業安定局業務調整課地域雇用対策室長。1990年労働省労働基準局安全衛生部計画課長。
1991年労働大臣官房統計情報部管理企画課統計数理企画官。
1992年労働省職業安定局庶務課長。1994年労働省職業安定局雇用政策課長。1996年労働大臣官房総務課長。
1999年労働省職業安定局次長。2002年厚生労働省政策統括官。2003年厚生労働省職業安定局長。2005年退官、海外職業訓練協会理事長。